# 1285
| 1285               |
| ------------------ |
| Dødsfald - Fødsler |
|                    |

| Gregoriansk kalender | 1285 MCCLXXXV           |
| Ab urbe condita      | 2038                    |
| Armensk kalender     | 734 ԹՎ ՉԼԴ              |
| Kinesiske kalender   | 3981 – 3982 甲申 – 乙酉 |
| Etiopisk kalender    | 1277 – 1278             |
| Jødisk kalender      | 5045 – 5046             |
| Hindukalendere       |                         |
| - Vikram Samvat      | 1340 – 1341             |
| - Shaka Samvat       | 1207 – 1208             |
| - Kali Yuga          | 4386 – 4387             |
| Iransk kalender      | 663 – 664               |
| Islamisk kalender    | 684 – 685               |

Konge i Danmark: Erik Klipping 1259-1286
Se også 1285 (tal)

## Begivenheder
- 5. oktober Filip 4. Bliver konge af Frankrig til sin død i 1314.

## Dødsfald
- 27. juni: Kong Filip 3. af Frankrig dør under tilbagetoget fra et mislykket angeb på Aragonien.
- Nasreddin Hoca, tyrkisk folkehelt.